# Santa María Huatulco
Santa María Huatulco là một đô thị thuộc bang Oaxaca, México. Năm 2005, dân số của đô thị này là 33194 người.